# Сіньяли (Малоянгорчинське сільське поселення)
Сінья́ли (рос. Синьялы, чув. Çĕньял) — присілок у складі Цівільського району Чувашії, Росія. Входить до складу Малоянгорчинського сільського поселення.
Населення — 67 осіб (2010; 73 у 2002).
Національний склад:
- чуваші — 100 %